# Kamenice (okres Jihlava)
Kamenice (Duits: Kamenitz, soms ter onderscheiding van andere plaatsen met dezelfde naam Kamenice u Jihlavy genoemd) is een Moravische vlek (městys) in de Tsjechische regio Vysočina, en maakt deel uit van het district Jihlava. Kamenice telt 1921 inwoners (2023).

## Geschiedenis
- 1391 – De eerste schriftelijke vermelding van Kamenice.
- 2008 – De gemeente Kamenice krijgt (opnieuw) de status vlek.[1]

## Geboren in Kamenice
- František Vincenc Kramář (1759-1831) – componist